# 遺忘世界
《遺忘世界》（英語：Forget the World）是荷蘭音樂製作人兼DJ艾佛傑克的首張錄音室專輯。這張專輯發行於2014年5月16日。艾佛傑克談到這張專輯名稱「它基本上是一份不僅是對粉絲，也是對我的信息，我們要記得從始而終地依隨自己的心、做自己，且永遠不要讓在你身旁的事物影響你。」

## 單曲
〈As Your Friend〉由克里斯小子主唱，於2013年3月22日發行後，便登上英國單曲排行榜第21名。這首歌也在限量加值盤中做為附贈歌曲。
〈The Spark〉由施普雷·威爾遜主唱，於2013年10月11日推出後，登上英國單曲排行榜第17名。
〈Ten Feet Tall〉由Wrabel主唱，2014年2月3日於英國發行，是這張專輯的第二張單曲。大衛·庫塔的重混音版本於2014年5月18日，專輯發行的兩天後推出。
30秒上火星的〈Do or Die〉（重混版）於2014年3月11日推出，並收錄於這張專輯的限量加值盤中。
史努比狗狗主唱的〈Dynamite〉於2014年4月17日發行。

## 反應

### 評價
| 評論得分     | 評論得分 |
| 來源         | 評分     |
| ------------ | -------- |
| AllMusic     | [ 10 ]   |
| 《衛報》     | [ 11 ]   |
| 《滾石》     | [ 12 ]   |
| 《今日美國》 | [ 13 ]   |

《滾石》的克里斯托弗·R·萬家頓（Christopher R. Weingarten）給予這張專輯三顆星的評價，並指出「那些沒有艾佛傑克強烈與猛獸般旋律鮮明特徵的，是一個喘息的機會。」AllMusic的大衛·杰弗里斯（David Jeffries）同樣給予這張專輯三顆星的評價。而《今日美國》的愛麗莎·加德納（Elysa Gardner）亦給予這張專輯三顆星的評價，並表示「這些新曲以最輕描淡寫方式來呈現電子舞曲」。《衛報》的保羅·麥金尼斯（Paul McInnes）則僅給予這張專輯一顆星的評價，他表示這張專輯僅有「一個令人感動的時刻」。

### 商業表現
這張專輯首周於美國便登上《告示牌》二百強專輯榜第32名，並有著8,000張的銷售量。同時也空降《告示牌》舞曲／電子專輯榜第2名。

## 榜單
| 排行榜（2014年）                          | 最高 排名 |
| ----------------------------------------- | --------- |
| 奧地利（奧地利Ö3專輯榜）                  | 30        |
| 澳大利亞（ARIA專輯榜）                    | 49        |
| 比利時法蘭德斯（Ultratop專輯榜）          | 34        |
| 比利時瓦隆（Ultratop專輯榜）              | 64        |
| 荷蘭（MegaCharts專輯榜）                  | 4         |
| 法國（SNEP專輯榜）                        | 195       |
| 德國（Media Control專輯榜）               | 46        |
| 義大利專輯榜（FIMI）                      | 51        |
| 蘇格蘭（OCC專輯榜）                       | 33        |
| 西班牙（PROMUSICAE專輯榜）                | 96        |
| 瑞士（Schweizer Hitparade專輯榜）         | 21        |
| 英國（OCC專輯榜）                         | 76        |
| 英國（OCC舞曲專輯榜）                     | 8         |
| 美国（《告示牌》200）                     | 32        |
| 美國（《告示牌》Dance/Electronic Albums） | 2         |

## 發行歷史
| 地區   | 日期          | 型式        | 唱片公司         | 參考   |
| ------ | ------------- | ----------- | ---------------- | ------ |
| 德國   | 2014年5月16日 | CD 數位下載 | 環球唱片 Def Jam | [ 1 ]  |
| 法國   | 2014年5月19日 | CD 數位下載 | 環球唱片 Def Jam | [ 30 ] |
| 西班牙 | 2014年5月19日 | CD 數位下載 | 環球唱片 Def Jam | [ 31 ] |
| 英國   | 2014年5月19日 | CD 數位下載 | 環球唱片 Def Jam | [ 32 ] |
| 美國   | 2014年5月19日 | CD 數位下載 | 環球唱片 Def Jam | [ 33 ] |
| 加拿大 | 2014年5月20日 | CD 數位下載 | 環球唱片 Def Jam | [ 34 ] |
| 義大利 | 2014年5月20日 | CD 數位下載 | 環球唱片 Def Jam | [ 35 ] |